# Oka (Volga)
Pour les articles homonymes, voir Oka.
Ne pas confondre avec la rivière Oka en Sibérie.
La rivière Oka (en russe : Ока) est une rivière d'Europe orientale de 1 500 km de long, qui coule en Russie. C'est l'affluent le plus important de la rive droite du bassin de la Volga.

## Origine du nom
L'origine du nom de l'Oka n'est pas déterminée, bien qu'il existe de nombreuses hypothèses. Les deux hypothèses principales sont : 
- L'hypothèse d'une origine balte : Aka signifie en lituanien « source » ;
- L'hypothèse d'une origine finnoise : Joki signifie en finnois « rivière ».

En effet, jusqu'à l'arrivée des Slaves sur le cours de l'Oka, le cours supérieur de la rivière était occupé par des tribus baltes (Polekhi), tandis que le cours moyen et inférieur était habité par des peuplades finno-ougriennes (Mechtchériens, Mouromiens).

## Cours de la rivière

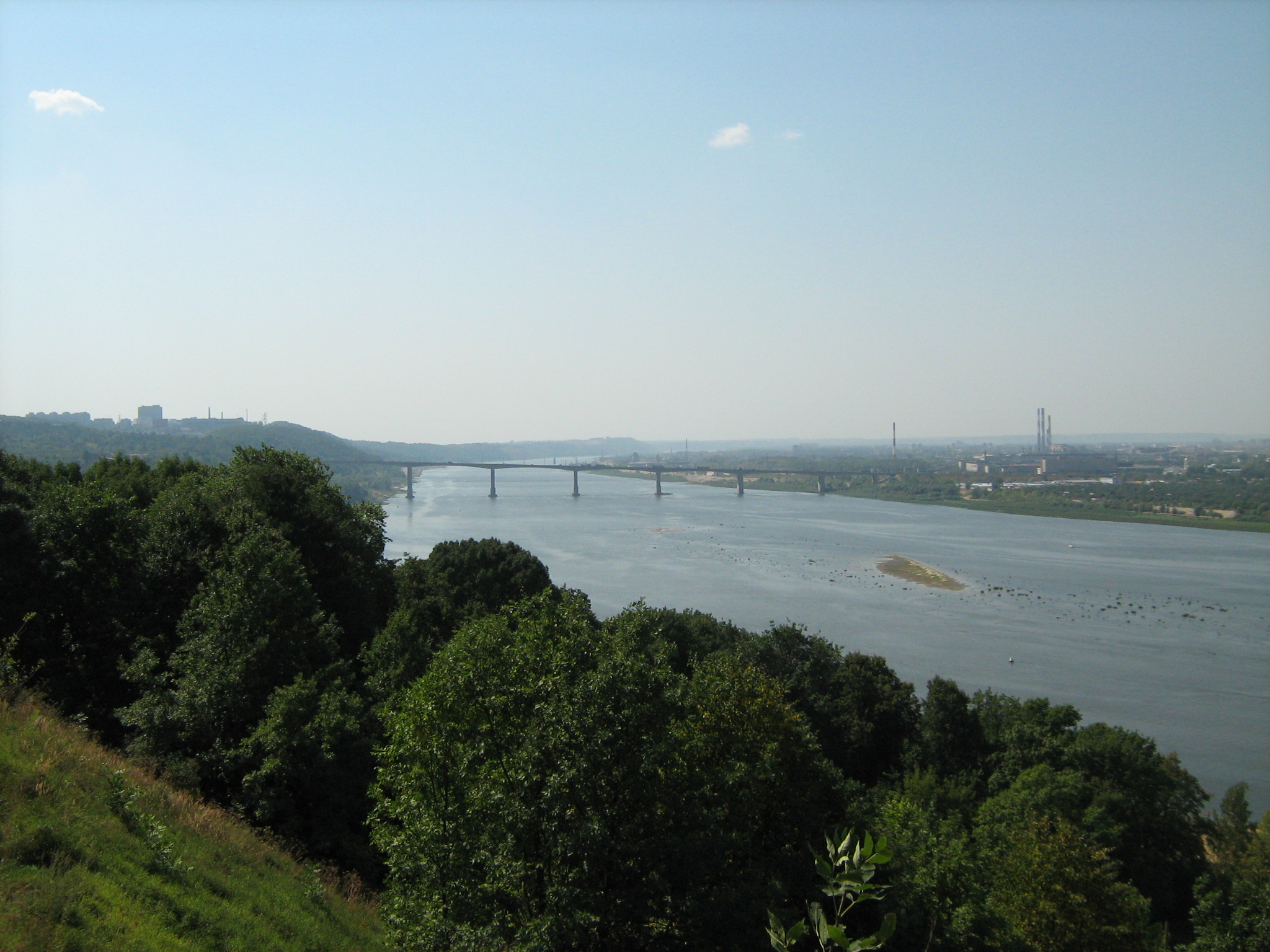
L'Oka vue du parc Suisse à Nijni Novgorod

Le bassin versant de la rivière a une superficie de 245 000 km2. Sa largeur maximale est de 25 km sur son cours moyen[réf. nécessaire]. Le débit moyen est de 1 270 m3/s avec un régime de type nivo-pluvial.
La rivière traverse sept oblasts de Russie : les oblasts d'Orel, Toula, Kalouga, Moscou, Riazan, Vladimir et Nijni Novgorod. Les villes les plus importantes situées sur le cours de l'Oka sont : Orel, Kalouga, Kolomna, Riazan et Nijni Novgorod, où se trouve son point de confluence avec la Volga.

## Navigation
L'Oka est navigable à partir de la ville de Tchekaline, et par transit depuis Kolomna, c’est-à-dire depuis l'embouchure de la Moskova. La rivière est éclusée sur les 100 km inférieurs à partir du confluent de la Moskova.
Jusqu'aux années 1960, l'Oka était navigable depuis Orel, mais uniquement dans le sens du courant et par saison de crue, ou bien avec l'aide des différents réservoirs du fleuve.

## Affluents
Les principaux affluents de l'Oka sont (de la source à l'embouchure) :
- l'Orlik (ru)
- la Zoucha
- l'Oupa
- la Jizdra
- l'Ougra
- la Protva
- la Nara
- l'Ossiotr
- la Moskova
- la Pronia
- la Para
- la Pra
- la Gous
- la Mokcha
- la Tiocha
- la Kliazma

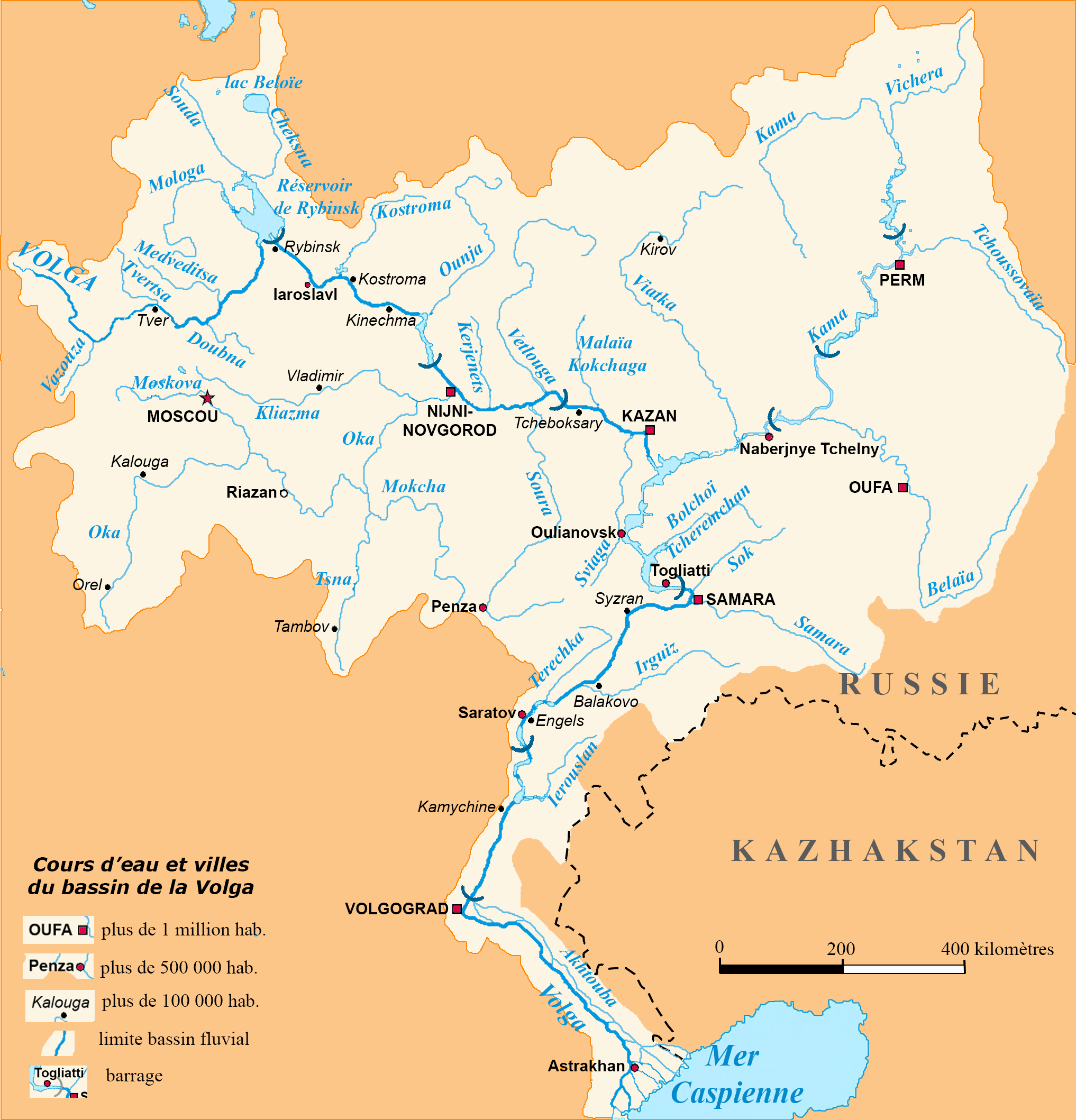
Bassin de la Volga et de l'Oka : limites du bassin, principaux affluents, villes et barrages.
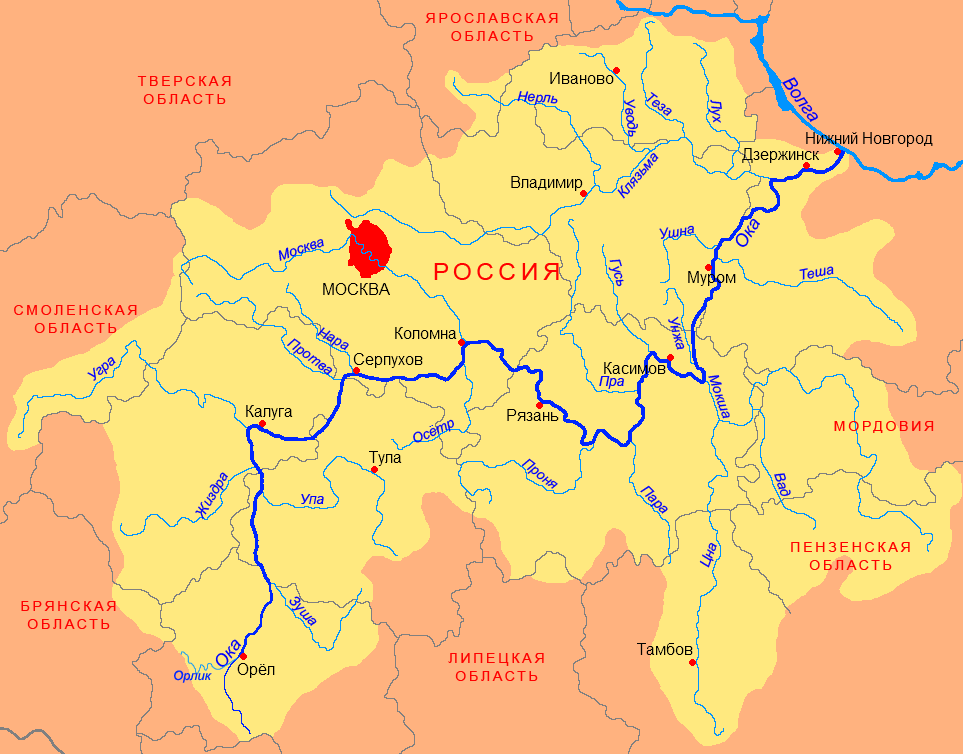
Carte plus détaillée du bassin de l'Oka et de ses affluents en russe.

## Hydrométrie - Les débits à Gorbatov

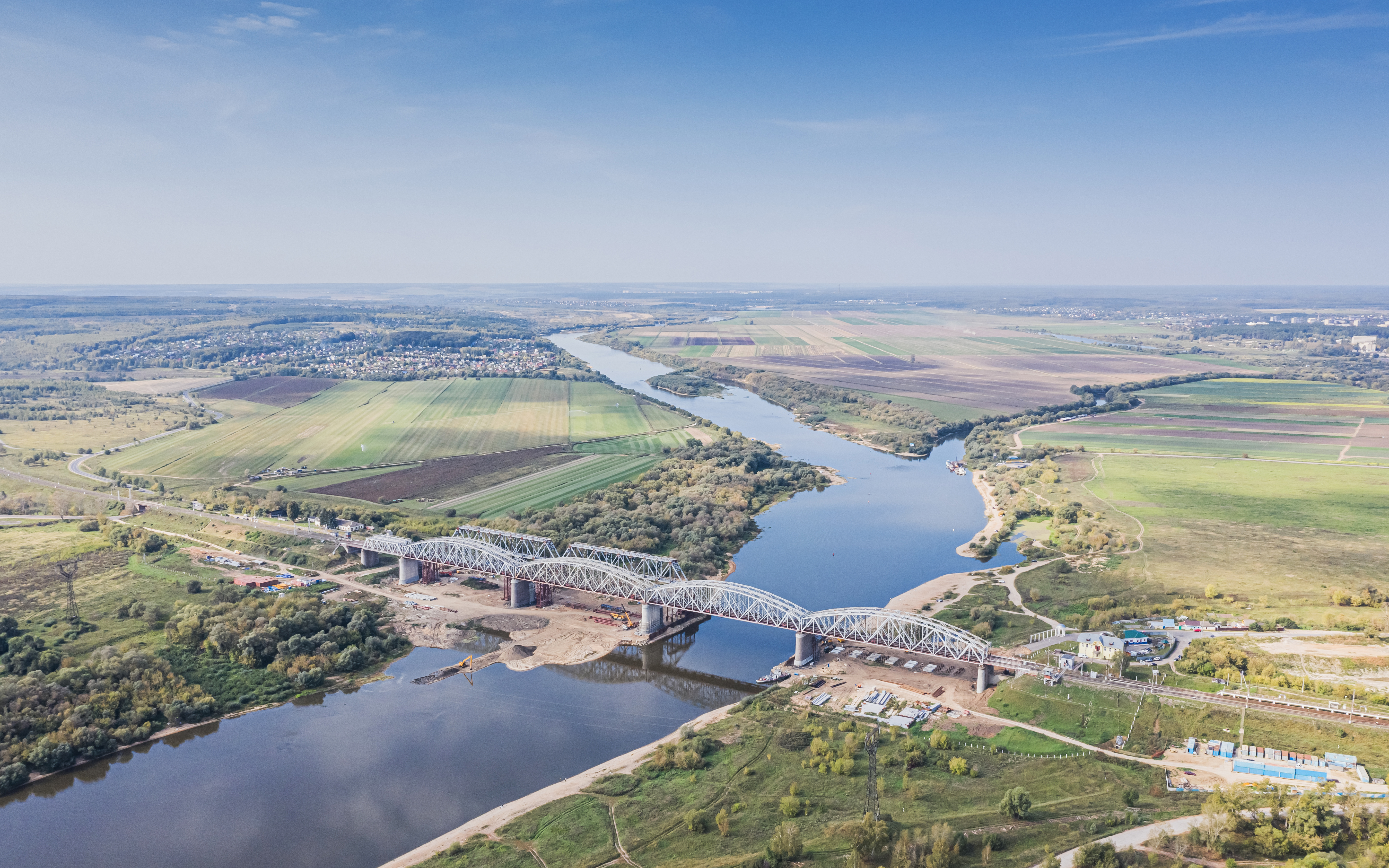
Une vue de l'Oka à Serpoukhov.

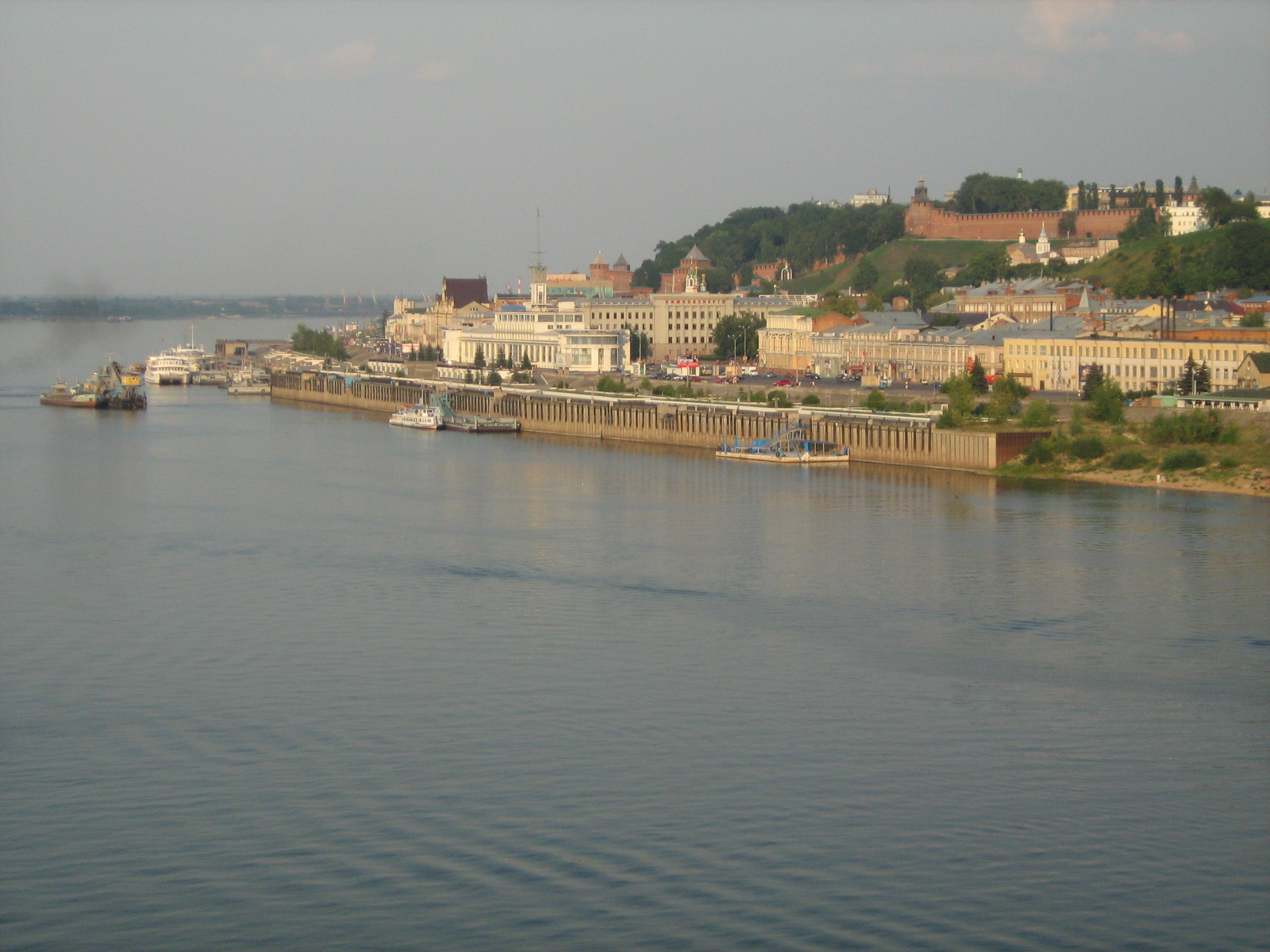
La rive droite de l'Oka à Nijni Novgorod, dominée par le Kremlin de la ville.

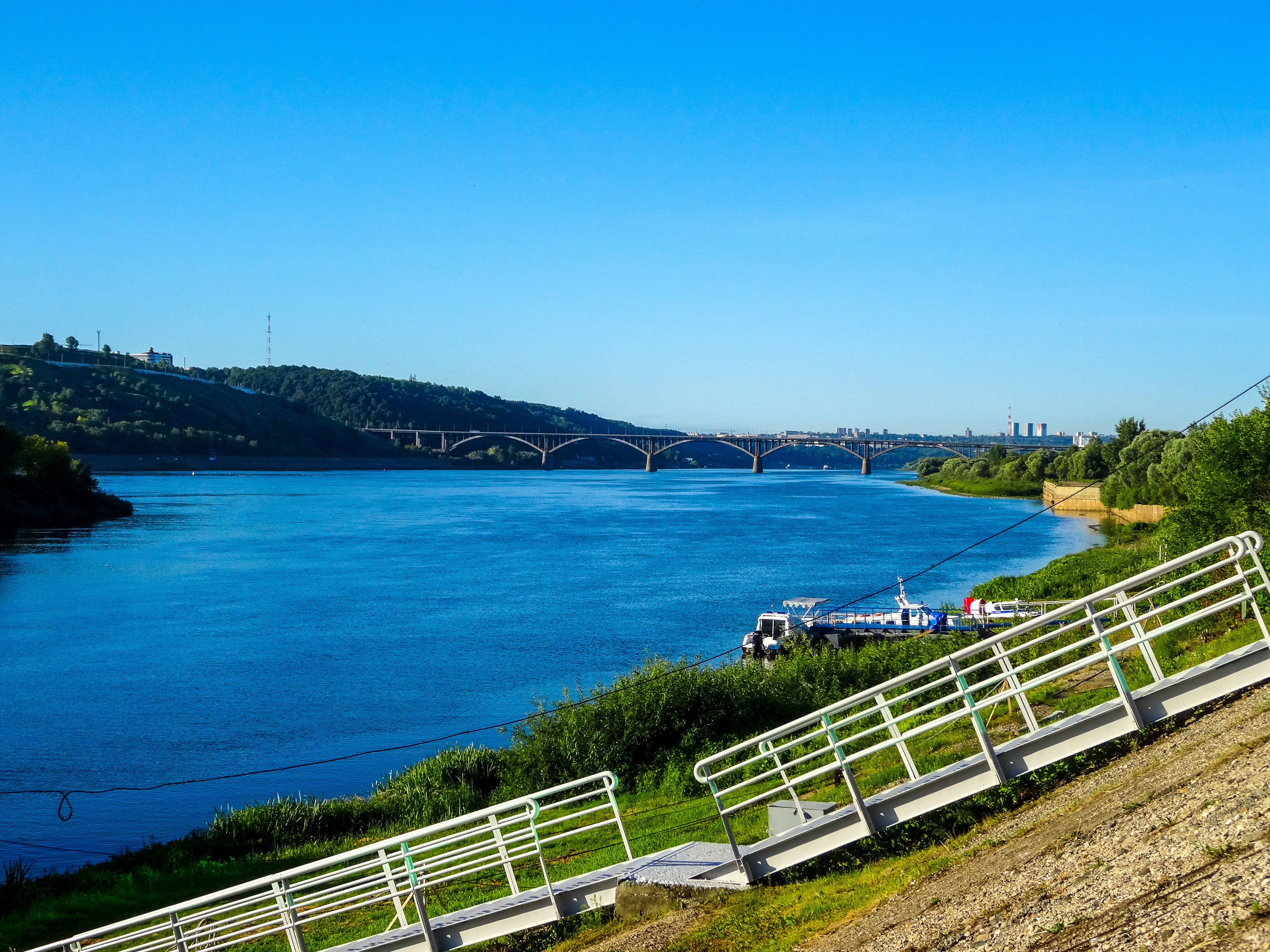
Vue sur le pont Molitovsky de la rive de la rivière Oka. Juillet 2014

Le débit de l'Oka a été observé pendant 95 ans (1891-1985) à Gorbatov, localité située à une soixantaine de kilomètres en amont de son confluent avec la Volga à Nijni Novgorod. 
À Gorbatov, le débit annuel moyen ou module observé sur cette période a été de 1 258 m3/s pour une surface prise en compte de 244 000 km2, soit la quasi-totalité du bassin versant.
La lame d'eau écoulée dans le bassin versant de la rivière atteint ainsi le chiffre de 163 millimètres par an, ce qui peut être considéré comme modéré.
L'Oka est un cours d'eau abondant mais assez irrégulier. Il présente deux périodes de crues ; les grandes crues de printemps et les petites crues d'automne.  
Les grandes crues se déroulent en avril et en mai (moyenne mensuelle de 4 557 m3/s) et correspondent au dégel. Dès le mois de juin, le débit de la rivière baisse fortement jusqu'à un premier étiage, en été au mois de septembre (588 m3/s). En octobre le débit remonte à nouveau mais légèrement, sous l'effet des précipitations automnales ce qui mène à un petit sommet en novembre. C'est la petite crue, bien moindre que celle de printemps (749 m3/s en novembre). Puis survient le long étiage d'hiver qui a lieu de décembre à mars inclus.
Le débit moyen mensuel observé en février (minimum d'étiage) atteint 496 m3/s, soit plus ou moins neuf fois moins que le débit moyen du mois de mai (4 557 m3/s), ce qui témoigne de l'amplitude des variations saisonnières. Sur la période d'observation de 95 ans, le débit mensuel minimal a été de 226 m3/s (ce qui reste très confortable), tandis que le débit mensuel maximal s'est élevé à 12 500 m3/s (en mai 1926).